# Prunus eremophila
Prunus eremophila — вид квіткових рослин із підродини мигдалевих (Amygdaloideae).

## Біоморфологічна характеристика
Кущ, дуже розгалужений, 10–25 дм, слабошипуватий. Листки опадні; ніжка 0.5–3(5) мм, волосиста й залозиста; пластинки яйцюватої, зворотно-яйцюватої чи лопатчастої форми, 0.5–2(3) × 0.2–1(2) см, краї неправильно зазубрені, зубці зазвичай гострі, залізисті, іноді тупі, неясно залізисті, верхівка тупа чи заокруглена, часто коротко гостра, поверхні волохаті. Суцвіття — 1- чи 2-квіткові пучки. Квіти розпускаються при появі листя; гіпантій дзвіночковий, 2–4 мм, зовні запушений; чашолистки випростані, трикутні, 1–2 мм, краї цілі, абаксіальна (низ) поверхня густо запушена, адаксіальна гола або злегка запушена; пелюстки білі, еліптичні, ромбічні, яйцеподібні чи майже округлі, 2.5–6 мм. Кістянки жовтувато-оранжеві, обернено-яйцеподібні, 9–16 мм, вовнисто запушені; мезокарпій від шкірястого до сухого; кісточки від кулястих до яйцюватих, злегка сплюснуті.

## Поширення, екологія
Ендемік Каліфорнії, США. Prunus eremophila має дуже вузький ареал, менше 20 км². Населяє змиви пустель, скелясті схили; 900–1200 метрів.

## Загрози й охорона
Станом на 2010 рік потенційні загрози, зазначені Каліфорнійським товариством місцевих рослин для цього виду, включали заходи з боротьби з пожежами, випас худоби та транспортні засоби. Усі відомі субпопуляції станом на 2002 рік перебувають у Національному заповіднику Мохаве, округ Сан-Бернардіно, Каліфорнія.